# Elaphidion williamsi
Elaphidion williamsi är en skalbaggsart som beskrevs av Chemsak 1967. Elaphidion williamsi ingår i släktet Elaphidion och familjen långhorningar.
Artens utbredningsområde är Bahamas. Inga underarter finns listade i Catalogue of Life.